# Lee-On-Solent Challenger 1983
Il Lee-On-Solent Challenger 1983 è stato un torneo di tennis facente parte della categoria ATP Challenger Series nell'ambito dell'ATP Challenger Series 1983. Il torneo si è giocato a Lee-On-Solent in Gran Bretagna dal 9 al 15 maggio 1983 su campi in terra rossa.

## Vincitori

### Singolare
Robbie Venter ha battuto in finale  Jeremy Bates con il punteggio di 6–3, 6–1

### Doppio
Charlie Fancutt /  Greg Whitecross hanno battuto in finale  Andrew Jarrett /  Jonathan Smith con il punteggio di 6–3, 3–6, 6–4